# C. Vale Cooperativa Agroindustrial
A C.Vale é uma cooperativa agroindustrial brasileira sediada em Palotina, no estado Paraná. 
Tem como área de atuação cinco estados brasileiros: Paraná, Santa Catarina, Mato Grosso, Mato Grosso do Sul, Rio Grande do Sul e também o país vizinho Paraguai. Conta também com um Centro de Distribuição na Europa, localizado em Luxemburgo. Possui 182 unidades de negócios, cerca de 26.216 associados mais de 13.668 funcionários.
Destaca-se na produção de soja, milho, trigo, mandioca, leite, frango, peixe, suínos e atua na prestação de serviços com mais de 260 profissionais que dão assistência agronômica e veterinária aos associados. Para manter os cooperados atualizados tecnologicamente, a C.Vale desenvolve cursos, palestras, treinamentos e dias de campo.
A C.Vale também financia a produção com crédito aos cooperados, especialmente os pequenos produtores. A empresa comercializa insumos, peças, acessórios e revende máquinas agrícolas, visando preços mais competitivos. 
Também produz semente de soja em Santa Catarina, que é comercializada em todo Brasil e mantém uma rede de supermercados com dez lojas no Paraná, Mato Grosso e Mato Grosso do Sul. 
No segmento industrial, a C.Vale produz amido modificado de mandioca e rações. Neste mesmo segmento, conta com um complexo avícola com capacidade de abate de 600 mil frangos por dia. É o primeiro sistema de integração avícola brasileiro, em escala comercial, a utilizar processos automatizados para o controle de ambiente.

## História
A falta de locais para armazenar a produção, as dificuldades para o escoamento da safra e a ausência de crédito e assistência técnica levaram um grupo de 24 agricultores a fundar, em 7 de novembro de 1963, a "Cooperativa Agrícola Mista de Palotina Ltda. - Campal". Em 1969 aconteceu o início efetivo das atividades da cooperativa, com o recebimento de trigo em armazém de um moinho de Palotina. Em 1970 teve início a construção de seu primeiro armazém, que ficou pronto no início do ano seguinte.
O rápido crescimento da produção levou a Campal a iniciar a fase de estruturação física com a construção de unidades para recebimento de cereais no município de Palotina. Com a divisão territorial da região oeste entre as cooperativas, a Campal expandiu-se para além das fronteiras de Palotina, o que levou os associados a modificar a razão social da empresa, em 1974, para "Cooperativa Agrícola Mista Vale do Piquiri Ltda. - Coopervale". Em 1981, a Coopervale passou a atuar no Mato Grosso e, em 1984, no estado de Santa Catarina.
No início dos anos 90, a Coopervale montou um Plano de Modernização ouvindo milhares de associados, em trabalho coordenado por Alfredo Lang, que viria a assumir a presidência da cooperativa em 1995. Naquele ano, a Coopervale começou a executar o plano para tornar a empresa mais competitiva e iniciar o processo de agregação de valores aos produtos primários. Era o início de uma nova era para a cooperativa. A largada desta etapa aconteceu em outubro de 1997, quando foi inaugurado o complexo avícola C.Vale. Este projeto deu aos associados a oportunidade de produzir frango em grande escala. Outro aspecto importante da atividade está na rastreabilidade da cadeia produtiva. A cooperativa mantém um sistema informatizado que permite o acesso aos procedimentos utilizados para a produção de matéria prima (soja e milho), passando pela fabricação de ração, manejo e industrialização das aves. O objetivo é garantir a segurança alimentar aos consumidores de carne de frango.
A industrialização ampliou-se em 2002, com início das operações de uma amidonaria em Assis Chateaubriand (PR).
Em 21 de novembro de 2003, houve uma modificação no estatuto que resultou na alteração da denominação social da Cooperativa Agrícola Mista Vale do Piquiri Ltda (Coopervale) para C.Vale - Cooperativa Agroindustrial.
Em janeiro de 2004, a C.Vale iniciou a duplicação do abatedouro de frangos e a construção da indústria de termoprocessados de aves, obras que foram inauguradas no dia 8 de abril de 2005. A capacidade de produção passou de 150 mil para 600 mil aves/dia.
Outro fato histórico ocorreu em 2009, quando a C.Vale fechou um acordo com a Coopermibra, cooperativa com sede em Campo Mourão, e passou a atuar no centro-oeste do Paraná. Pelo acordo, a C.Vale passou a operar as 19 unidades de recebimento de grãos da Coopermibra.
Seis anos depois, em 2015, a C.Vale fechou parceria com a Marasca e assumiu as operações de 26 unidades da cerealista gaúcha, passando a atuar no Rio Grande do Sul.
O processo de agroindustrialização avançou ainda mais em 2017, com a inauguração de um abatedouro de peixes, com capacidade de processamento de 150 mil tilápias por dia. O empreendimento deu início a um novo sistema de integração que passou a gerar mais renda e empregos.
Seguindo essa estratégia, a cooperativa colocou em operação, em 2020, um segundo frigorífico de frangos. A indústria, localizada em Umuarama (PR), foi implantada por meio de parceria com a Pluma Agroavícola, com capacidade de abate de 200 mil aves por dia. Nesse mesmo ano, a C.Vale incorporou a Agropar, cooperativa com sede em Assis Chateaubriand (PR).
No ano de 2021, a C.Vale incorporou a Cooatol Cooperativa Agroindustrial, de Toledo, e assumiu dezenove unidades de negócio em nove municípios do Paraná e um de Santa Catarina.
Está entre as duas maiores cooperativas singulares do Brasil.

## Unidades
Conta com 182 unidades, como frigoríficos, moinhos, fábricas de ração, postos de combustível, postos de recebimento, aviação agrícola, processadora de laticínios, supermercados, distribuídas em cinco estados brasileiros e no Paraguai.

## Exportação
Uma das maiores exportadoras de alimentos do país, a C.Vale vende seus produtos para mais de oitenta países, de todos os continentes.

## Cotriguaçu
A C.Vale é cofundadora e coproprietária da Cotriguaçu, uma empresa de apoio às maiores cooperativas da Região Oeste do Paraná, que conta com terminal de contêineres refrigerados no Porto Seco de Cascavel, junto à Ferroeste, terminal de grãos e estrutura alfandegária no Porto de Paranaguá e um moinho de trigo no município de Palotina.

## Frimesa
A C.Vale é coproprietária da Frimesa, uma cooperativa central que é formada por outras quatro cooperativas filiadas: Copagril, Lar e Copacol.  É a maior empresa paranaense de abate e processamento de suínos e está entre as maiores empresas do Brasil de recebimento de leite. Atualmente conta com seis unidades industriais e atua em todo o mercado nacional, também exportando para alguns países.